# 新屋敷幸繁
新屋敷 幸繁（しんやしき こうはん/ゆきしげ、1899年4月15日 - 1985年7月15日）は、日本の詩人、国文学者、教育者。国際大学 (沖縄)名誉教授、沖縄大学学長。主に鹿児島県と沖縄県で活動した。

## 人物
沖縄県与那城町生まれ。1923年、鹿児島県立第二鹿児島中学校 (旧制)の教員となる。1924年、鹿児島初とされる詩誌「非詩人」に、妻の新屋敷つる子とともに参加。1926年、初の詩集『生活の挽歌』を東京で出版し、その出版が鹿児島の若者の詩作の気運を高めた。また、詩誌「南方楽園」を創刊し、鹿児島の若い詩人を集めて盛り上げた。1929年に鹿児島二中を退職し、第七高等学校造士館 (旧制)で国文学の教授となる。鹿児島で「日本文学」という研究誌を主宰。1931年、第二詩集『野心ある花』を鹿児島で出版。1935年に七高造士館教授を退いて上京し、文部省に勤務（一時、鹿児島県立大島中学校 (旧制)教頭も務めた）。戦後は鹿児島で沖縄貿易をおこなうかたわら詩作を続け、南日本新聞に沖縄の郷土史「白銀堂物語」を連載するといった文筆活動もおこなう。その後、沖縄県に帰り、1957年中央高等学校（コザ市）校長、国際大学（沖縄国際大学の前身）教授、副学長、名誉教授、1972年沖縄大学教授、学長。

## 著書
- 『現代文学の鑑賞』大同館 1928
- 『現代詩の理論と評釈 詩の入門』大同館書店 1929
- 『古事記の鑑賞』大同館書店 1930
- 『現代文は如何に解釈すべきか』三友社 1934
- 『国語読本新教授法 巻12』日本文学社 1938
- 『古事記 日本古典児童版』日本文学社 1939
- 『一豊とその妻』原田直康絵 開発社 1943
- 『藤原鎌足公』六条篤絵 学習社文庫 1943
- 『新講沖縄一千年史』沖縄郷土文化研究会 1967 のち雄山閣
- 『沖縄民話童話集 話買いのおじいさん』与儀達治絵 星印刷出版部 1969
- 『琉球おとぎばなし』安室二三雄さしえ 沖縄風土記社 1970
- 『沖縄の海の物語』安室二三雄さし絵 風土記社 1974
- 『ふるさとの民話 おかゆ戦争』岡本博え 草土文化 1977
- 『歴史を語る沖縄の海』月刊沖縄社 1977
- 『沖縄県史物語』月刊沖縄社 1978
- 『いくさとすずめ 創作民話』タイムスオフ輪印刷 1986
- 『新屋敷幸繁全詩集』新屋敷二幸 1994

### 共編著
- 『近世文学新選』編 日本文学研究社 1932
- 『日本文学概論』峯岸義秋共著 大明堂 1932
- 『国語教育と国文学研究』峯岸義秋共著 楽浪書院 1933
- 『物語戯曲新選』校註 大倉広文堂 1935
- 『日本の笑話選 沖縄の笑いばなし』編著 一声社 1975
- 『与那城村史』編著 与那城村 1980